# Shamil Mamedov
Shamil Mamédov (en ruso: Шамиль Мамедов) es un deportista ruso que compite en lucha libre. Ganó una medalla de bronce en el Campeonato Mundial de Lucha de 2023, en la categoría de 65 kg.

## Palmarés internacional
| Campeonato Mundial | Campeonato Mundial | Campeonato Mundial | Campeonato Mundial |
| Año                | Lugar              | Medalla            | Categoría          |
| ------------------ | ------------------ | ------------------ | ------------------ |
| 2023               | Belgrado (Serbia)  | Medalla de bronce  | 65 kg              |